# Valerie Hodann
Valerie Hodann (geb. 16. Mai 1866 als Valerie Berka in Chlewo; gest. nach 1939) war eine deutsche Schriftstellerin.

## Leben
Hodann wurde 1866 in Chlewo als Tochter des Rittergutsbesitzers Friedrich Berka geboren. Mit 11 Jahren wurde sie ins Internat in Breslau geschickt und besuchte dort die Augusta-Schule. 1884 absolvierte sie ein Lehrerinnenexamen für höhere Mädchenschulen und arbeitete daraufhin als Lehrerin.
Sie verlobte sich in Myslowitz mit einem früheren Offizier, der nun im Zolldienst arbeitete. Aufgrund seines Berufs wechselten sie mehrfach den Wohnort und lebten in Neumittelwalde, Mierunsken, Reichenbach/O.L., Hoyerswerda und ab 1904 in Landsberg an der Warthe, wo sie daraufhin lebte.
Nach der Geburt ihrer Kinder wurde sie Schriftstellerin. Sie veröffentlichte Märchen und Sagen in Zeitungen, dann Erzählungen der Nordischen Mythologie und schließlich Romane. Ihr erstmals 1908 veröffentlichtes Buch Heldenkämpfe. Erzählungen aus dem nordischen Altertum wurde mehrfach neu aufgelegt.
In den 1920er Jahren lebte sie als Lebensgefährtin des Schriftstellers Theodor Walther (1861–1927) in Rüdersdorf bei Berlin.

## Themen
Hodann wird mit ihrem Buch Auf rauhen Pfaden. Schicksale einer deutschen Farmerstochter in Deutsch-Südwest-Afrika, veröffentlicht 1910, kurz nach dem Völkermord an den Herero und Nama (bis 1908), zu den wichtigsten Vertreterinnen der Mädchenkolonialliteratur gezählt. Typisch für den Mädchenkolonialroman, bricht die 14-jährige Protagonistin Erika mit den von ihr erwarteten Geschlechterrollen. Hodann schreibt, der Vater habe sie „wie einen Jungen“ erzogen, sie lernt, mit Waffen umzugehen, erschießt einen Tiger und geht ohne männliche Begleitung in die Wildnis. Nach der Rückkehr nach Deutschland fühlt die Protagonistin sich aufgrund von strikeren Geschlechterrollen als in den Kolonien weniger frei.
Ebenso typisch ist die kolonialrassistische Darstellung von weißen Frauen als überlegen gegenüber den Schwarzen indigenen Menschen in Deutsch-Südwestafrika. Kebe-Nguema schreibt: „Als Erika in Gefahr ist, bezieht sie sich auf ihr Weißsein, um ihren Feind daran zu erinnern, dass er ihr Respekt zollen müsse.“

## Werke
- Heldenkämpfe. Erzählungen aus dem nordischen Altertum. 1908.
- Genie und Liebe. Künstlerroman. 1909.
- Durch Nacht zum Licht. 1910.
- Auf rauhen Pfaden. Schicksale einer deutschen Farmerstochter in Deutsch-Südwest-Afrika. 1910.
- Schmugglers Bekehrung. Erzählung aus den 60er Jahren des vorigen Jahrhunderts. 1911.
- Im Luftschiff über den Ozean. Science-Fiction-Roman. Unter dem Pseudonym Hans Daub. 1911.
- Der Goldmacher. Irrfahrten eines Alchimisten, der erfand, Gold zu machen. Romantische Erzählung. 1912.
- Arme Mädchen. Kleinstadt-Roman aus dem Ende des vorigen Jahrhunderts. 1921.